# Мерані (Мартвілі)
ФК «Мерані» Мартвілі (груз. საფეხბურთო კლუბი მერანი მარტვილი) — грузинський футбольний клуб з міста Мартвілі, заснований у 1955 році. Виступає в Лізі Пірвелі. Домашні матчі приймає на Муніципальному стадіоні , потужністю 2 000 глядачів.